# Richard Martet
Richard Martet (né en 1960) est un critique musical français spécialisé dans l'art lyrique.

## Biographie
Originaire de la région bordelaise, Richard Martet est diplômé de l'Institut d'études politiques de Bordeaux.
Successivement rédacteur en chef du magazine Opéra international puis en 2002 de 
Répertoire devenu ensuite Classica, Richard Martet fonde en 2005 la revue musicale Opéra magazine. Il participe aux émissions de France Musique consacrées à l'art lyrique comme Le Jardin des critiques de Benjamin François et à la manifestation organisée par l'auditorium du musée du Louvre Musique filmée.
Il fait partie du club des critiques qui participent à l'émission Classic Club du vendredi soir sur France Musique, jusqu'en 2019. 
Richard Martet est l'auteur avec Yannick Coupannec, photographe pour la presse musicale (Diapason), d'un ouvrage consacré à Luciano Pavarotti.

## Publications
- Luciano Pavarotti : Les Images d'une vie, avec Yannick Coupannec (photographies), Paris, Verlhac, 2008, 144 p.  (ISBN 978-2916954264)
- Les grands chanteurs du XXe siècle, Paris, Éditions Buchet/Chastel, 2012, 368 p.  (ISBN 978-2-283-02539-0)
- Les Grandes Divas du XXe siècle, Paris, Éditions Buchet/Chastel, 2015, 420 p.  (ISBN 978-2-283-02853-7)